# Computer Devices Incorporated Miniterm
Computer Devices Incorporated Miniterm (Miniterm) је био професионални рачунар фирме Computer Devices Incorporated који је почео да се производи у Сједињеним Америчким Државама од 1980. године.
Користио је Motorola 6800 као микропроцесор. RAM меморија рачунара је имала капацитет од 32 KB.

## Детаљни подаци
Детаљнији подаци о рачунару Miniterm су дати у табели испод.
|                       |                                    |
| [ 1 ]                 |                                    |
| Произвођач            |                                    |
| Тип                   | професионални рачунар              |
| Меморија              | 32 KB                              |
| Поријекло             | Сједињене Америчке Државе          |
| Година                | 1980                               |
| Тастатура             | тастатура са пуним помаком тастера |
| Процесор              |                                    |
| Фреквенција процесора |                                    |
| RAM                   | 32 KB                              |
| ROM                   | око 20 KB                          |
| Текст                 | непознато                          |
| Графика               | непознато                          |
| Боја                  | нема                               |
| Звук                  | непознато,                         |
| Димензије             | 17 фунти                           |
| Портови               |                                    |
| Оперативни систем     | непознато                          |